# Aktive Maßnahmen
Aktive Maßnahmen (englisch active measures, russisch активные мероприятия, Transliteration aktiwnyje meroprijatija) ist ein Begriff der Sprache der Geheimdienste aus der Zeit des Kalten Krieges. Der Begriff wurde vom sowjetischen KGB eingeführt für geheimdienstliche Aktionen, mit deren Hilfe das Weltgeschehen beeinflusst werden sollte.
Es wurde unterschieden zwischen verdeckten und offenen aktiven Maßnahmen, sowie zwischen gewaltfreien Aktionen und solchen, in denen auch Gewalt gegen einzelne Personen zur Anwendung kam. Letztere wurden auch als Spezialaktionen bezeichnet. Gewaltfreie aktive Maßnahmen wurden hauptsächlich dazu eingesetzt, um den Feind – insbesondere die USA – durch gezielte Aktionen vor der Weltöffentlichkeit in Misskredit zu bringen. Der KGB versuchte Agenten zu rekrutieren, die in den jeweiligen Ländern politischen oder journalistischen Einfluss ausüben konnten, um eine für die Sowjetunion günstige Berichterstattung in den Medien zu bewirken. Mittel von aktiven Maßnahmen waren unter anderem Desinformation, die Verbreitung von Verschwörungstheorien, Propaganda und die Diskreditierung einzelner Personen.
Der Begriff aktive Maßnahmen bekam besonders in den 1960er-Jahren Bedeutung, als die Sowjetunion versuchte, durch subtilere Mittel als militärische Gewaltandrohung Einfluss auf das Ausland auszuüben. Dieser Richtungswechsel wurde vor allem durch die Absetzung von Wladimir Semitschastny und die Bestellung von Juri Andropow als neuen KGB-Chef im Mai 1967 eingeleitet. Zuständig für aktive Maßnahmen war die fünfte Hauptverwaltung des KGB.
In der DDR war im Ministerium für Staatssicherheit die Hauptverwaltung A (HV A) für international durchgeführte „aktive Maßnahmen“ zuständig, wobei ein Schwerpunkt der Aktivitäten in der Bundesrepublik Deutschland lag.

## Bekannte Beispiele
- Im Dezember 1963 streute der KGB Gerüchte, dass der Öltycoon H. L. Hunt hinter der Ermordung des Präsidenten John F. Kennedy im Monat davor gesteckt habe. Dieser soll mit zwei befreundeten rassistischen Unternehmern den Anschlag geplant und finanziert haben und über Jack Ruby den eigentlichen Attentäter Lee Harvey Oswald engagiert haben. Sowjetische Medien behaupteten, über einen polnischen Informanten davon erfahren zu haben. Hunt war in den Jahren vor dem Anschlag in der amerikanischen Öffentlichkeit immer wieder durch harte Statements aufgefallen, weshalb dieser Theorie teilweise Glauben geschenkt wurde.[4]
- Während des Vietnamkrieges benutzte der KGB den von ihm verdeckt finanzierten Weltfriedensrat in Helsinki, um das Bild der Weltöffentlichkeit in seinem Sinne gegen die USA zu wenden.[5]
- Ab 1983 wird nach einem anonymen Leserbrief in einer indischen Zeitschrift namens Patriot die Behauptung gestreut, HIV sei durch Aktivitäten der Streitkräfte der Vereinigten Staaten in Fort Detrick im Rahmen von Biowaffenaktivitäten in die menschliche Population gelangt. Der in Ost-Berlin tätige Biologe Jakob Segal behauptete, im Gegensatz zur sowjetischen These der ungewollten Entstehung (so die Zeitschrift Literaturnaja gaseta), das Hybrid-Virus sei zielgerichtet in einem Genlabor entstanden.[6] Das aktive Betreiben der Verbreitung dieser Verschwörungstheorie trug den Codenamen Operation Infektion. Nach Angaben von Erhard Geißler hingegen behaupteten der ehemalige Stasi-Oberstleutnant Günter Bohnsack und „ehemalige Tschekisten“, HIV sei in Fort Detrick konstruiert worden und eine „aktive Maßnahme“ gewesen, die von der Abteilung X der HV A betrieben wurde. Das erweise sich aber, so Geißler, als „Desinformation im Quadrat“.[7]